# موافقت‌نامه تجارت آزاد سنگاپور–ایالات متحده آمریکا
موافقت‌نامه تجارت آزاد سنگاپور-ایالات متحده آمریکا در ۶ مه ۲۰۰۳ امضا و در ۲۴ ژوئیه ۲۰۰۳ با رای ۲۷۲–۱۵۵ مجلس نمایندگان ایالات متحده آمریکا به تصویب رسید. مجلس سنای ایالات متحده آمریکا این طرح را در ۳۱ ژوئیه ۲۰۰۳ با رای ۶۶–۳۲ تصویب کرد. رئیس جمهورجرج دابلیو بوش لایحه پیاده‌سازی موافقت‌نامه تجارت آزاد سنگاپور-ایالات متحده آمریکا را در ۳ سپتامبر ۲۰۰۳ با امضا به قانون تبدیل کرد.  دو کشور اجرای این پیمان تجاری در ۱ ژانویه ۲۰۰۴ شروع کردند.

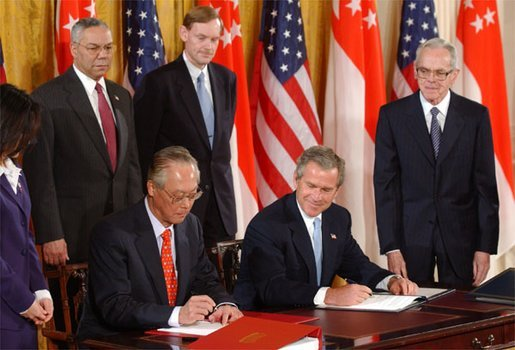
نخست وزیر گوک چو تونگ و رئیس جمهور آمریکا جرج دابلیو بوش در حال امضای موافقت‌نامه تجارت آزاد سنگاپور-ایالات متحده آمریکا در کاخ سفید. در پشت زمینه رابرت زولیک و کالین پاول

موافقت‌نامه علاوه بر پایین آوردن تعرفه‌ها باعث حرکت آسانتر شهروندان بین دو کشور شد. با اجرای آن برای برخی شهروندان سنگاپوری ممکن شد در دوره‌های زمانی طولانی در آمریکا اقامت کنند.